# 専門学校名古屋ビジネス・アカデミー
専門学校名古屋ビジネス・アカデミー（せんもんがっこうなごやビジネス・アカデミー）は、愛知県名古屋市中区栄にある文部科学省認定専門学校。学校法人21世紀アカデメイアが運営する。

## 沿革
- 1983年 - 学校法人名古屋安達学園認可。
- 1984年4月 - 専門学校名古屋スクール・オブ・ビジネス開校。マスコミ広報学科・ビジネス情報管理学科設置。
- 1997年4月 - マルチメディア学科設置（ビジネス情報管理学科より名称変更）。
- 2000年4月 - ペットビジネスコース設置。
- 2001年4月 - コンピュータ学科設置（マルチメディア学科より名称変更）。
- 2004年4月 - ペットビジネス学科設置（ペットビジネスコースより名称変更）。
- 2007年4月 - ITビジネス学科設置（コンピュータ学科より名称変更）、ビューティービジネス学科設置。
- 2010年4月 - 日本エステティック協会認定校登録、キャリアサポート学科設置。
- 2012年4月 - 基本情報技術者試験、午前終了試験実施校（ITビジネス学科）
- 2014年3月 - ペットビジネス学科・マスコミ広報学科・ITビジネス学科・ビューティービジネス学科が職業実践専門課程（文部科学大臣による）認定。
- 2014年4月 - 総合ビジネス学科・ファッションビジネス学科設置、動物看護師統一認定試験受験可能校認定（ペットビジネス学科）。
- 2017年2月 - 総合ビジネス学科・ファッションビジネス学科が職業実践専門課程（文部科学大臣による）認定。
- 2017年11月 - 学校法人Adachi学園、法人名変更。
- 2018年8月 - 学校法人Adachi学園名古屋地区50周年記念式典
- 2022年4月 - 愛玩動物看護学科（3年制）設置。愛知県より国家資格「愛玩動物看護師」養成所指定
- 2024年 - 専門学校名古屋ビジネス・アカデミーに校名変更。

## 設置課程
ペットビジネス学科（昼間2年）
- トリマーコース
- ドッグトレーナーコース

愛玩動物看護学科（昼間3年）
マスコミ広報学科（昼間2年）
- 企画・編集コース
- 広告・PRコース
- 芸能マネジメントコース

ITビジネス学科（昼間2年）
- 情報技術者コース
- Webクリエイターコース
- オフィス事務コース

ビューティービジネス学科（昼間2年）
- トータルビューティーコース
- ビューティーアドバイザーコース

総合ビジネス学科（昼間2年）
- 経営マネジメントコース
- ビジネス心理・販売マーケティングコース
- 総合事務コース
- グローバルビジネスコース（留学生対象）

## 所在地
- 愛知県名古屋市中区栄5-1-3

## 交通アクセス
- 名古屋市営地下鉄東山線・名城線「栄駅」13番出口より徒歩で約4分。
- 名古屋市営地下鉄名城線「矢場町駅」1番出口より徒歩で約4分。

## 姉妹校

### 東京アカデメイア
- 専門学校東京デザイナー・アカデミー
- 専門学校東京ビジュアルアーツ・アカデミー
- 専門学校東京ビジネス・アカデミー
- 専門学校東京ホスピタリティ・アカデミー
- 専門学校東京クールジャパン・アカデミー
- 東京ランゲージ・アカデミー

### 名古屋アカデメイア
- 専門学校名古屋デザイナー・アカデミー
- 専門学校名古屋ビジュアルアーツ・アカデミー
- 専門学校名古屋ホスピタリティ・アカデミー

### 大阪アカデメイア
- 専門学校大阪デザイナー・アカデミー
- 専門学校大阪ビジュアルアーツ・アカデミー
- 専門学校大阪ビジネス・アカデミー
- 専門学校大阪ホスピタリティ・アカデミー

### 福岡アカデメイア
- 専門学校福岡デザイナー・アカデミー
- 専門学校福岡ビジュアルアーツ・アカデミー
- 専門学校福岡ビジネス・アカデミー
- 専門学校福岡ホスピタリティ・アカデミー